# جبهه خانگی پادشاهی متحد در جنگ جهانی دوم
جبهه خانگی پادشاهی متحد در جنگ جهانی دوم (انگلیسی: United Kingdom home front during World War II) چرخه تاریخی میان سال‌های ۱۹۳۹ تا ۱۹۴۵ میلادی در کشور انگلستان است که شامل تاریخ سیاسی، اجتماعی و اقتصادی این کشور را پوشش می‌دهد. این تاریخ مصادف است با آغاز و پایان جنگ جهانی دوم.